# Aneflomorpha cribellata
Aneflomorpha cribellata là một loài bọ cánh cứng trong họ Cerambycidae.